# Snoopy vs. the Red Baron (nummer)
"Snoopy vs. the Red Baron" is noveltylied van de Amerikaanse  popgroep The Royal Guardsmen uit 1966. 

## Achtergrond
Dick Holler begon in 1962 met het schrijven aan het nummer, toen nog onder de titel "The Red Baron". De tekst ging over de luchtgevechten tegen de Rode Baron in de Eerste Wereldoorlog. Omdat geen enkele platenmaatschappij geïnteresseerd was in het uitbrengen van de single, bleef deze drie jaar lang op de plank liggen.
In 1966 zag producer Phil Gernhard dat er in de krantenstrip Peanuts van Charles Schulz een terugkerende verhaallijn was waarin Snoopy zich voordeed als piloot in de Eerste Wereldoorlog en daarbij vocht tegen de Rode Baron. Gernhard schreef twee nieuwe coupletten voor het lied, voegde er het personage Snoopy aan toe en The Royal Guardsmen namen deze versie op.
De plaat werd ongeveer een jaar na de eerste pilotenstrip van Snoopy uitgebracht. Schulz en zijn uitgever hebben The Royal Guardsmen aangeklaagd voor het ongeoorloofde gebruik van de naam Snoopy. Schulz' uitgever won de rechtszaak en alle inkomsten uit het lied gingen naar de uitgever. The Royal Guardsmen kregen wel toestemming om meer nummers over Snoopy op te nemen.

## Hitnoteringen
De single behaalde in de laatste week van 1966 de tweede plek in de Billboard Hot 100 en moest alleen "I'm a Believer" van The Monkees voor zich laten. Het bereikte in 1967 de eerste plaats in Australië en Canada en de vierde plek in de Nederlandse Top 40. De single is wereldwijd bijna drie miljoen keer over de toonbank gegaan.

### Nederlandse Top 40
| Positie: | 25 | 14 | 8 | 6 | 4 | 5 | 7 | 11 | 14 | 19 | 27 | 40 | uit |

### NPO Radio 2 Top 2000
| Nummer met noteringen in de NPO Radio 2 Top 2000 | '99  | '00  |
| ------------------------------------------------ | ---- | ---- |
| Snoopy vs. the Red Baron                         | 1957 | 1691 |

1. ↑  Een vetgedrukt getal geeft de hoogste notering aan.
2. ↑  Deze tabel is bijgewerkt tot en met de laatste editie (2024).